# Agrofert
Agrofert, a.s – czeski konglomerat z siedzibą w Pradze. Przedmiot działalności koncernu obejmuje kilka branż: rolno-spożywczą, chemiczną i mediową, a w jego skład wchodzi ponad 250 spółek zależnych.
Przedsiębiorstwo powstało w 1993 roku, a jego założycielem jest Andrej Babiš.